# Brownsville (Oregón)
Brownsville es una ciudad ubicada en el condado de Linn en el estado estadounidense de Oregón. En el año 2000 tenía una población de 1,755 habitantes y una densidad poblacional de 430.4 personas por km².

## Geografía
Brownsville se encuentra ubicada en las coordenadas 44°23′36″N 122°59′1″O / 44.39333, -122.98361.

## Demografía
Según la Oficina del Censo en 2000 los ingresos medios por hogar en la localidad eran de $35,486 y los ingresos medios por familia eran $39,671. Los hombres tenían unos ingresos medios de $37,400 frente a los $24,643 para las mujeres. La renta per cápita para la localidad era de $15,272. Alrededor del 8.8% de la población estaban por debajo del umbral de pobreza.